# Qulzhan (krater)
Qulzhan är en nedslagskrater med en diameter på 8 kilometer, på planeten Venus. Qulzhan har fått sitt namn efter det kazakiska förnamnet Qulzjan.